# アルチョム・マンコ
アルチョム・イーホローヴィチ・マンコ（ウクライナ語: Артем Ігорович Манько、1998年11月6日 - ）は、ウクライナの車いすフェンシング選手。エペ、フルーレ、サーブルの3種目で活動し、2020年東京パラリンピックの車いすフェンシング競技において男子サーブルA種目で銀メダルを獲得した。